# Macropholidus
Macropholidus es un género de lagartos de la familia Gymnophthalmidae. Son endémicos de Ecuador y Perú. 

## Especies
Se reconocen a las siguientes especies:
- Macropholidus annectens (Parker, 1930)
- Macropholidus ataktolepis Cadle & Chuna, 1995
- Macropholidus huancabambae Reeder, 1996
- Macropholidus ruthveni Noble, 1921